# Irina Robertowna Turowa
Irina Robertowna Turowa, nach erster Heirat Botschkarjowa, nach zweiter Heirat Mordowzewa (russisch Ирина Робертовна Бочкарёва-Турова; * 14. Mai 1935 in Leningrad; † 8. Februar 2012 in Moskau, Russland) war eine sowjetische Leichtathletin.

## Leben
Irina Botschkarjowa war die Tochter der Leichtathleten Robert Ljulko (1908–1994; in den 1930er-Jahren 19-facher sowjetischer Meister sowie Landesrekordhalter in den Sprintdisziplinen und im Weitsprung) und Galina Turowa (1912–1998; zwischen 1934 und 1946 neunfache sowjetische Meisterin sowie Landesrekordhalterin in den Sprintdisziplinen, im Weitsprung und Diskuswurf).
Mit 17 Jahren wurde die Sprinterin von Dynamo Moskau sowjetische Vizemeisterin im 100-Meter-Lauf und in der 4-mal-100-Meter-Staffel sowie Dritte im 200-Meter-Lauf und nahm daraufhin an den Olympischen Spielen 1952 in Helsinki teil. Im 100-Meter-Lauf schied sie im Viertelfinale aus. In der 4-mal-100-Meter-Staffel war sie die Startläuferin der sowjetischen Mannschaft, die in 46,3 Sekunden Vierte hinter den Stafetten aus den Vereinigten Staaten, Deutschland und dem Vereinigten Königreich wurde. 1953 war Turowa Meisterin der UdSSR mit der 4-mal-100-Meter-Staffel und der 4-mal-200-Meter-Staffel und belegte in den Einzeldisziplinen den zweiten Rang über 100 m sowie den dritten Platz über 200 m.
1954 errang sie über 100 Meter ihren einzigen sowjetischen Meistertitel in einer Einzeldisziplin und wurde Zweite mit der 4-mal-200-Meter-Staffel sowie Dritte über 200 Meter. Bei den Europameisterschaften in Bern erhielt sie drei Medaillen. Über 100 Meter gewann sie Gold in 11,8 Sekunden vor der Niederländerin Bertha van Duyne. Das sowjetische Team in der Besetzung Wera Krepkina, Rimma Ulitkina, Marija Itkina und Turowa siegte in 45,8 Sekunden mit einer halben Sekunde Vorsprung auf die deutsche Stafette. Am Schlusstag stand Turowa im Finale des 200-Meter-Laufs. Hier gewann sie in 24,4 Sekunden Silber hinter Maria Itkina.
In Melbourne bei den Olympischen Spielen 1956 trat sie nach ihrer Heirat als Irina Botschkarjowa an. Nachdem sie im selben Jahr erneut sowjetische Meisterin mit der 4-mal-100-Meter-Staffel geworden war, kam sie als Schlussläuferin nach 45,6 Sekunden ins Ziel, hinter den Staffeln aus Australien, Deutschland und den Vereinigten Staaten bedeutete dies wie 1952 den vierten Platz. 1958 war sie ein letztes Mal Meisterin der UdSSR in der 4-mal-200-Meter-Staffel und wurde später nochmals Zweite in der 4-mal-100-Meter-Staffel bei den Meisterschaften der UdSSR 1960 und 1961.
Die Verdienter Meister des Sports der UdSSR war die Mutter des ehemaligen russischen Stabhochspringers Pjotr Botschkarjow (* 3. November 1967), der bei den Olympischen Spielen 1996 den fünften Rang belegte. Irina Turowa verstarb 2012 und ist auf dem Moskauer Nowodewitschi-Friedhof im Kolumbarium bestattet.

## Bestleistungen
- 100 Meter: 11,6 Sekunden (1954)
- 200 Meter: 24,2 Sekunden (1956)